# Prueba de Dickey-Fuller aumentada
En estadística y econometría, una prueba de Dickey-Fuller aumentada (ADF) es una prueba de raíz unitaria para una muestra de una serie de tiempo. Es una versión aumentada de la prueba Dickey-Fuller para un conjunto más amplio y más complejo de modelos de series de tiempo. La estadística Dickey-Fuller Aumentada (ADF), utilizada en la prueba, es un número negativo. Cuanto más negativo es, más fuerte es el rechazo de la hipótesis nula de que existe una raíz unitaria para un cierto nivel de confianza.

## Procedimiento de prueba
El procedimiento para la prueba de ADF es la misma que para la prueba de Dickey-Fuller pero se aplica al modelo 
{\displaystyle \Delta y_{t}=\alpha +\beta t+\gamma y_{t-1}+\delta _{1}\Delta y_{t-1}+\cdots +\delta _{p-1}\Delta y_{t-p+1}+\varepsilon _{t},}
donde {\displaystyle \alpha } es una constante, {\textstyle \beta } el coeficiente sobre una tendencia temporal y {\displaystyle p} el orden de retraso del proceso autorregresivo. La imposición de las restricciones {\textstyle \alpha =0} y {\textstyle \beta =0} corresponde a modelar un camino aleatorio y mediante la restricción {\textstyle \beta =0} corresponde a modelar un paseo aleatorio con una deriva. En consecuencia, hay tres versiones principales de la prueba, de forma análoga a los discutidos en la página de Wikipedia para el test de Dickey-Fuller. Vea esa página para una discusión sobre cómo lidiar con la incertidumbre sobre la inclusión de la intersección y términos de tendencia de tiempo determinista en la ecuación de prueba.
Con la inclusión de retardos de la orden p de la formulación ADF permite procesos autorregresivos de orden superior. Esto significa que la longitud de retardo p tiene que ser determinada al aplicar la prueba. Un posible enfoque es probar descendiendo de grandes pedidos y examinar los valores t de los coeficientes. Un enfoque alternativo consiste en examinar los criterios de información, como el Criterio de Información de Akaike, el criterio de información bayesiano o el criterio de información de Hannan-Quinn.
La prueba de raíz unitaria se lleva a cabo entonces bajo la hipótesis nula {\textstyle \gamma =0} contra la hipótesis alternativa de {\textstyle \gamma <0.}. Una vez que el valor del estadístico de prueba
{\displaystyle DF_{\tau }={\frac {\hat {\gamma }}{SE({\hat {\gamma }})}}}
se calcula, debe ser comparado con el valor crítico relevante para la prueba de Dickey-Fuller. Si el resultado es menor (esta prueba no es simétrica por lo que no consideramos un valor absoluto) que el valor crítico (mayor negativo), entonces la hipótesis nula de {\textstyle \gamma =0} es rechazada y no hay raíz unitaria presente.

## Software
En Stata el test se produce con la función dfuller. Mientras que en el lenguaje R se realiza a través del comanda adf.test correspondiente al paquete tseries. En Python usando la librería statsmodels se puede hacer el test con la función adfuller.
Otro programa ampliamente utilizado para realizar esta prueba es Eviews.